# Vanessa Lee Chester
Vanessa Lee Chester (* 2. července 1984, Hollywood, Kalifornie, USA) je americká televizní a filmová herečka černé barvy pleti. Ve filmové branži je aktivní od roku 1993. Její nejznámější rolí zůstává nejspíš role Kelly (dcery matematika Iana Malcolma) ve filmu Stevena Spielberga Ztracený svět:Jurský park (1997). Mezi další filmy, ve kterých hrála, patří například Malá princezna (1995) nebo Znovu 17 (2009). V současnosti však hraje spíše v amerických televizních seriálech (Family Law, Justice ad.).